# Monument à Dante (Trente)
Le Monument à Dante de Trente est une sculpture dédiée à Dante Alighieri. La statue a été réalisée par l'artiste florentin Cesare Zocchi, elle est aujourd'hui située dans la ville de Trente, à côté de la gare. Cette statue a été réalisée pour être le symbole de la langue italienne et de l'"italianité" de la ville, en 1896, alors que le Trentin était territoire du comté du Tyrol, intégré à l'Empire austro-hongrois.

## Histoire

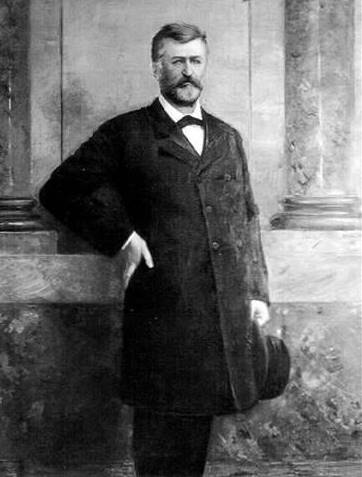
(1895).

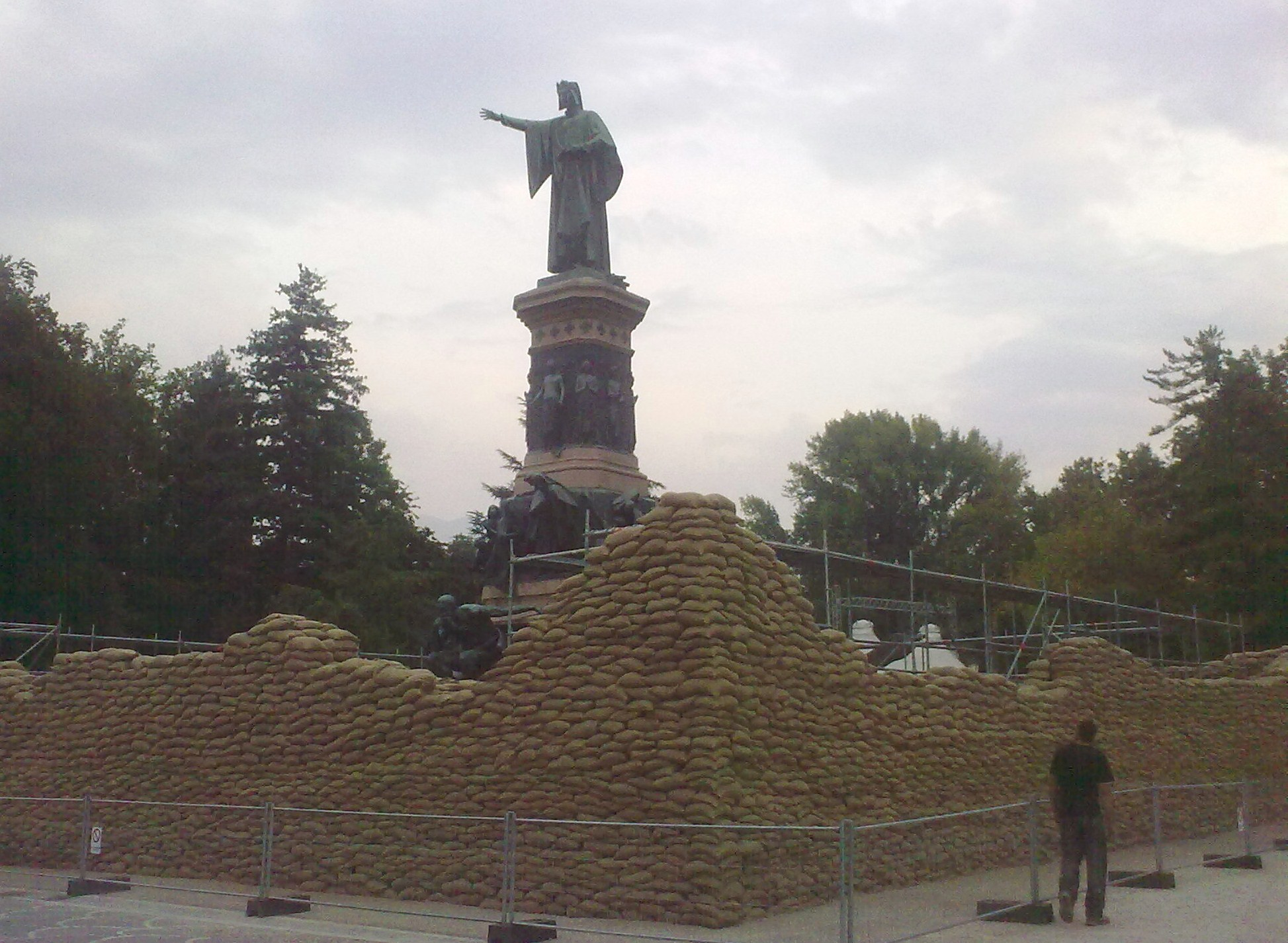
Préparation en 2009 du monument pour l'exposition de.

C'est Guglielmo Ranzi (it) qui a eu l'idée de placer un monument en hommage à Dante en 1886 à l'occasion de la création de la société patriotique (Pro Patria) de Rovereto, mais l'idée fut abandonnée. En 1889 à Bolzano une statue est érigée en mémoire du poète allemand Walther von der Vogelweide comme symbole de la culture germanique de la ville. Ranzi repropose alors son idée d'ériger d'une sculpture à Dante ; il obtient alors le soutien de la mairie de Trente et de l'ingénieur Annibale Apollonio, la statue doit alors devenir un symbole de l'identité linguistique de la ville de Trente.
Ranzi met en place un comité chargé de récolter des fonds, malgré les doutes sur les conséquences de l'irrédentisme du projet, et les autorités impériales acceptent le monument car c'est un symbole de la ville et de la région. La somme de 11 000 Fiorino qui avait été donnée par Giuseppe Grazioli pour la rénovation du dôme de Trente a finalement été récolté pour la construction et l'installation de la sculpture. La municipalité donne elle les 10 000 fiorino qui manquaient pour que les travaux de construction du monument commence. La liste des donateurs a été publiée dans les journaux locaux : la plupart étaient des citoyens de la commune, des dons ont été apportés par un grand nombre de communes italiennes en raison du symbole que représentait le monument à Dante. L'inspecteur Ignazio Puecher Passavalli fit un rapport aux autorités autrichiennes visant à interdire la construction du monument qu'il jugeait trop irrédentiste, le ministère de l'Intérieur repoussa sa demande.
Au début de l'année de 1891, un concours pour la construction du bâtiment commença, un jury composé de plusieurs artistes fut créé pour évaluer 42 esquisses du monument. Après une longue sélection, 3 esquisses sont restées en lice : Conca d'Or de Ettore Ximenes, Tanto nomini nullum par elogium de Giuseppe Grandi et Ghibellino de Cesare Zocchi. Ettore Ximenes réalisera plus tard des sculptures en hommage à Dante dans le parc Dante de New York et dans le Meridian Hill Park de Washington. Finalement, Cesare Zocchi a été choisi pour réaliser le monument.
La première pierre a été posée le 20 avril 1893 :
| Inscription en italien | Traduction en français                                                                                           |
| --- | --- |
| Pietra fondamentale del Monumento dei Tridentini a Dante Alighieri. Mostrò ciò che potea la lingua nostra. XX APR MDCCCXCIII | Première pierre du monument Trentin à Dante Alighieri Il a montré ce que pouvait être notre langue 20 avril 1893 |

## Description
Dante est représenté au sommet du monument, en pied, debout, tendant le bras droit vers l'avant, la main ouverte, l'autre bras le long du corps, portant contre sa poitrine la Divine Comédie. Il porte une toge, avec un bonnet et une couronne de lauriers sur la tête.
Il y a plusieurs niveaux au piédestal : celui immédiatement situé sous lui représente le Paradis avec des figures représentant Béatrice, puis en dessous se trouve le niveau du Purgatoire, celui du bas du socle comportant des allégories ou des personnages et des scènes de l'Enfer.

Quelques détails du monument
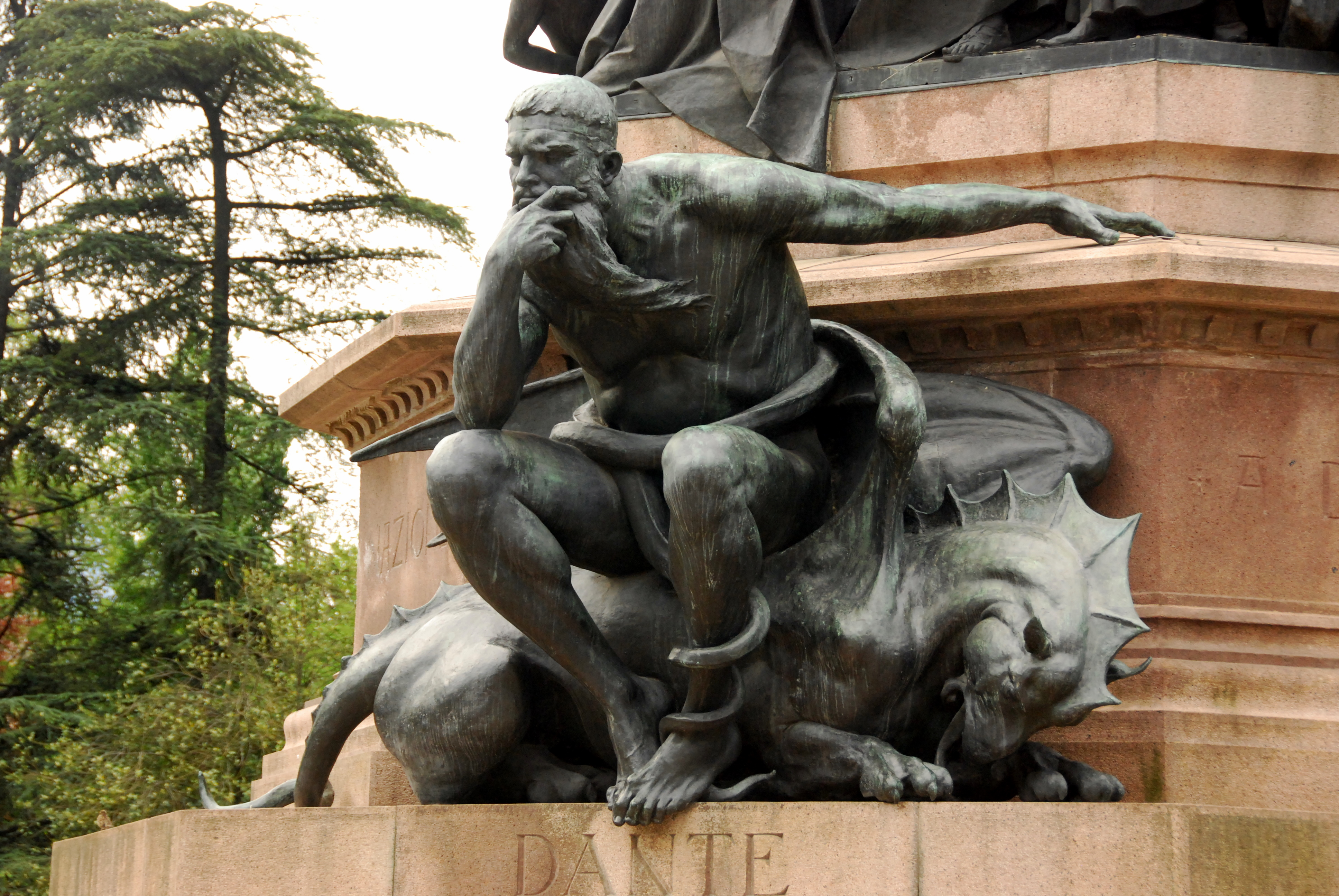
Minos
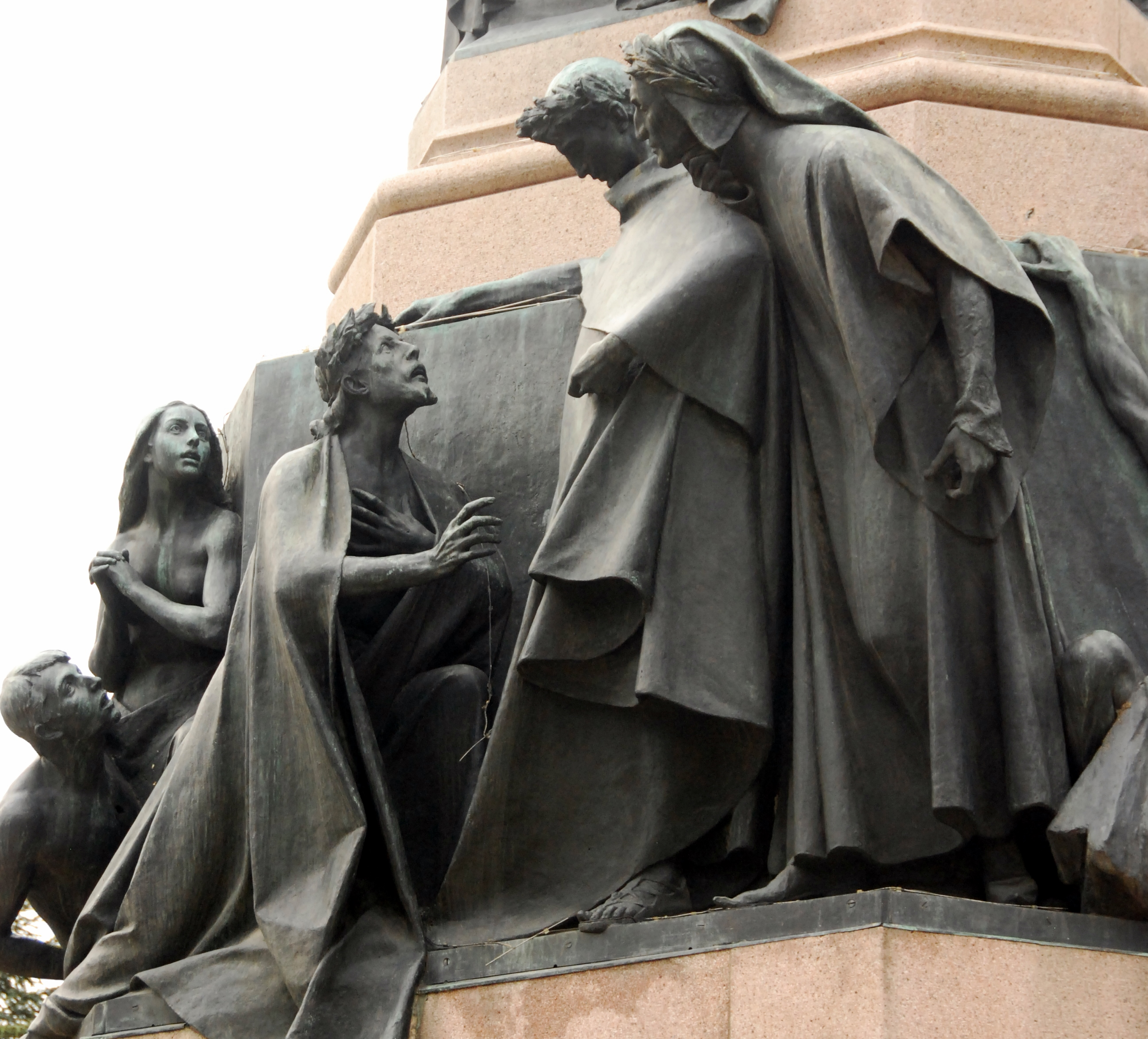
Sordel rencontre Virgile et Dante dans le Purgatoire.
Une représentation de l'Orgueil sur le monument.
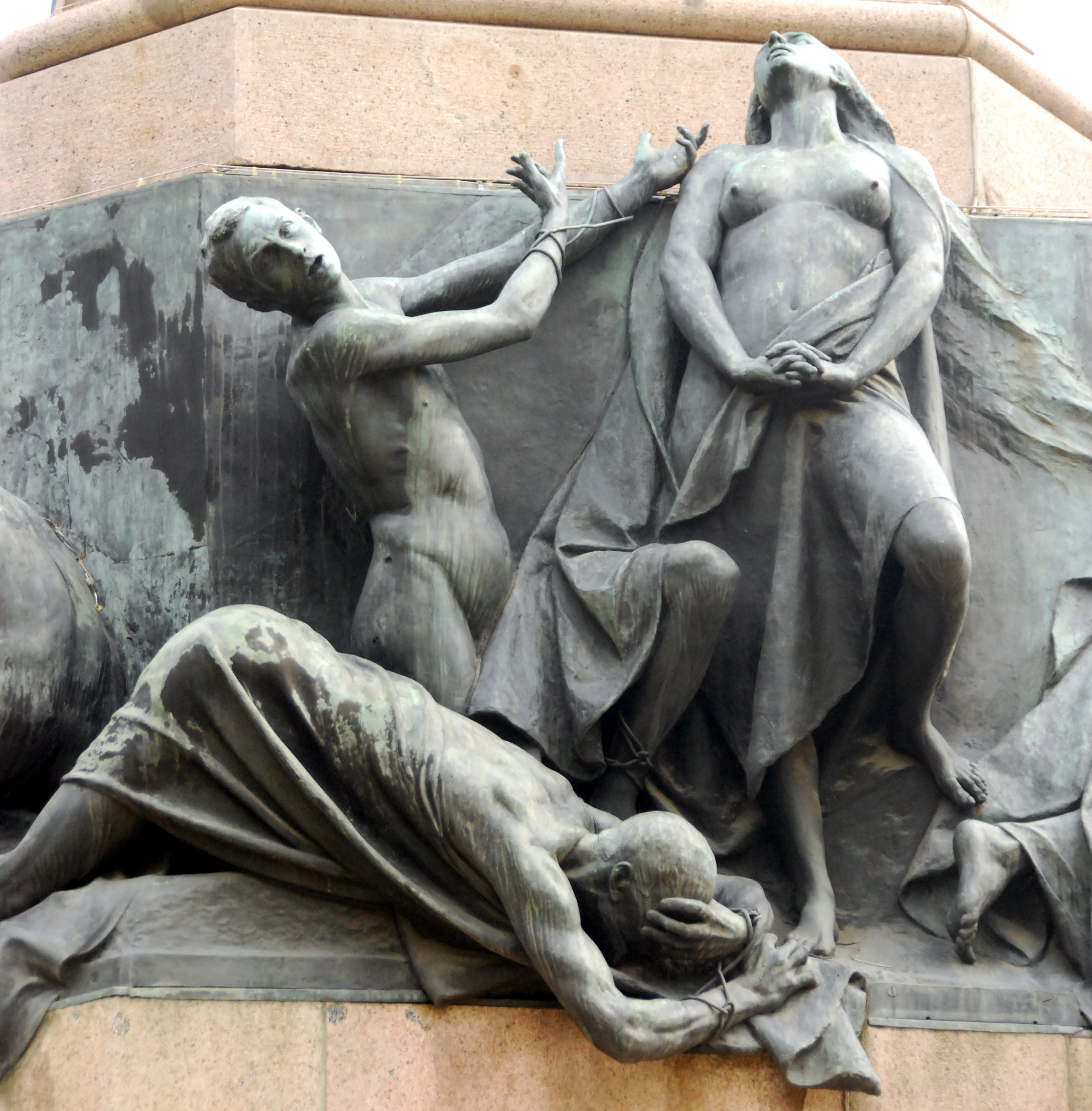
Les Pécheurs en Enfer.
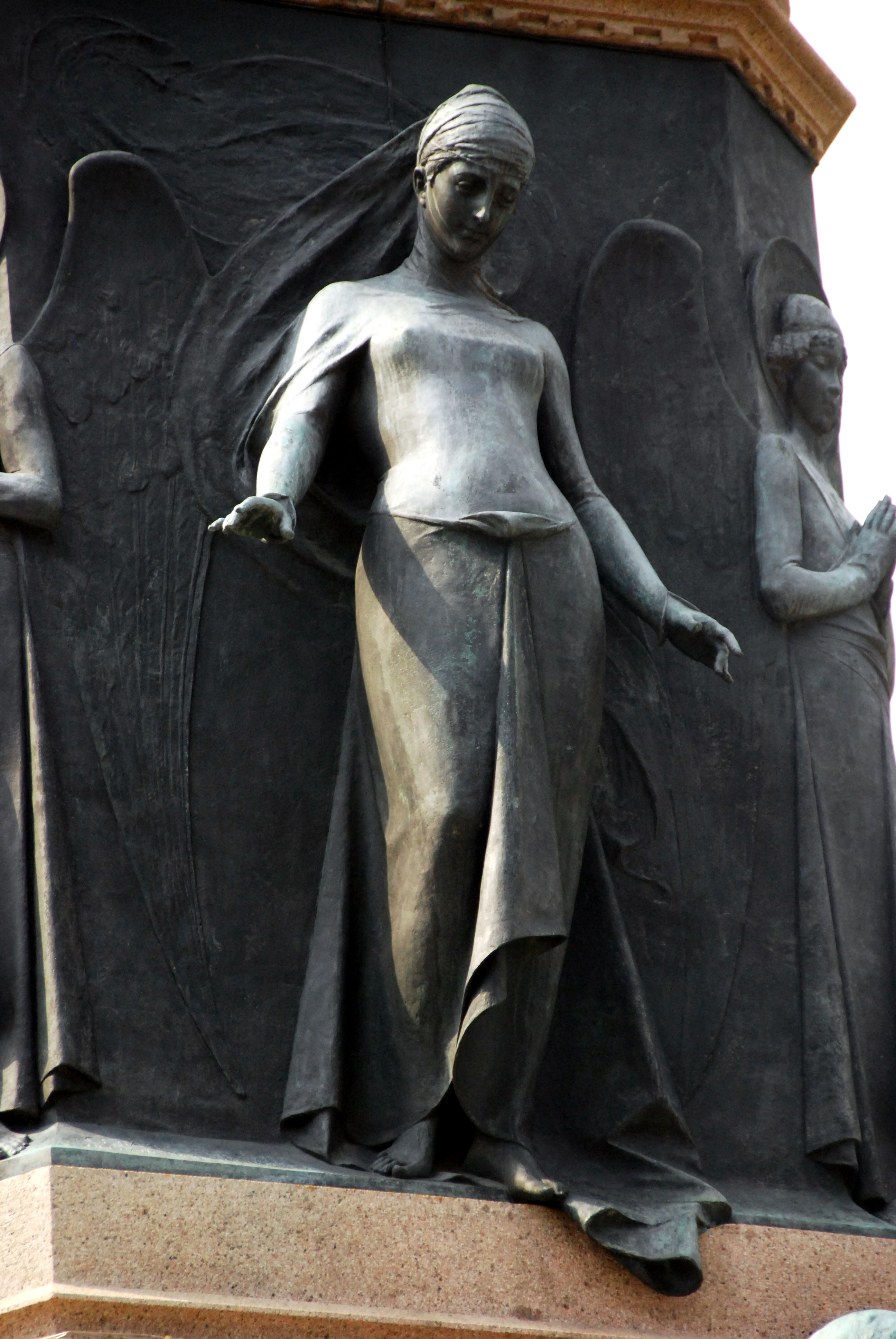
Béatrice.

En 2009, l'artiste Lara Favaretto (it) réalise une installation d'art contemporain consistant à entourer le monument de sacs de sable.

## Inscriptions

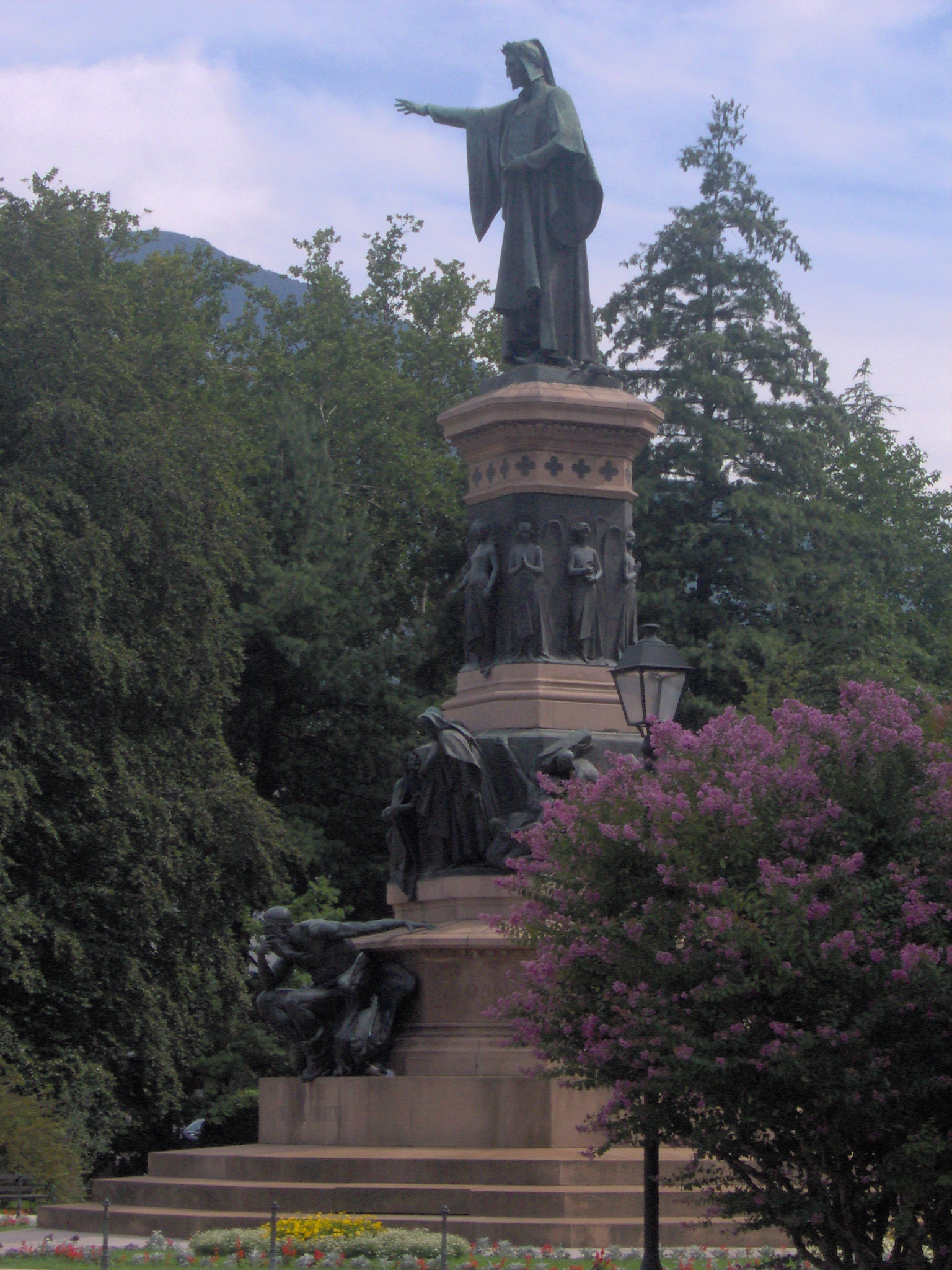
Monument (vue de la gauche)

Depuis son installation, le monument s'est vu rajouter de nombreuses inscriptions.
- Sur les pieds de Minos :

Dante
MCCLXV - MCCCXXI
Ce sont les années de naissance et de mort (1265-1321) de Dante en chiffres romains.
- À la base du monument, Guglielmo Ranzi a fait installer l'inscription suivante :

| Inscription en italien                                                                    | Traduction en français                                                                                  |
| ----------------------------------------------------------------------------------------- | --- |
| Inchiniamoci Italiani Inchinatevi Stranieri Deh! Rialziamoci Affratellati nella giustizia | Italiens, inclinons-nous Étrangers inclinez-vous Oh! relevons-nous Fraternellement unis dans la justice |

- 6 des 8 côtés du socle comporte ses mots :

| Inscription en italien                                          | Traduction en français                                            |
| --------------------------------------------------------------- | ----------------------------------------------------------------- |
| A Dante Al padre il Trentino Col plauso E l'aiuto della Nazione | Pour Dante Au père Trentin Avec la louange Et l'aide de la Nation |

- Une autre inscription porte la date du 11 octobre 1896 (jour de l'inauguration du monument) :

| Inscription en Italien | Traduction en français |
| --- | --- |
| Affermazione e simbolo Del pensiero italiano Questo monumento Dalle genti Tridentine eretto All'altissimo poeta Veniva oggi affidato alla custodia Del municipio di Trento XI OTTOBRE MDCCCXCVI | L'affirmation du symbole De la pensée italienne Ce monument Érigé par le peuple Trentin Le grand poète Érigé aujourd'hui Dans la ville de Trente Le 11 octobre 1896 |

- Une autre inscription a été fixée en 1919 après l"occupation Autrichienne :

| Inscription en italien | Traduction en français |
| --- | --- |
| Le parole di consacrazione Al poeta nazionale Cancellate dall'Austriaco La società nazionale Dante Alighieri Nuovamente incise Celebrando la vittoria d'Italia MCMXIX | Les paroles de la consécration Au poète national Enlevé par l'Autriche La société nationale Dante Alighieri Encore une fois érigé Célébrant la victoire de l'Italie 1919 |

## Source
- (it) Cet article est partiellement ou en totalité issu de l’article de Wikipédia en italien intitulé « Monumento a Dante a Trento » (voir la liste des auteurs).

1. ↑  (it) Alessandro Cristofori, « Débat sur la politique de Trente »(Archive.org • Wikiwix • Archive.is • Google • Que faire ?), sur www.telemaco.unibo.it
2. ↑  (it) Elles sont toutes reportées sur le site Chi era costui?, « Dante Alighieri », consulté le 24 février 2014